# Hamodes unilinea
Hamodes unilinea är en fjärilsart som beskrevs av Swinhoe 1890. Hamodes unilinea ingår i släktet Hamodes och familjen nattflyn. Inga underarter finns listade i Catalogue of Life.